# 평시 작전통제권
평시 작전통제권(平時作戰統制權, 영어: Peacetime Operational Control, PT-OPCON)은 평시에 군대를 총괄적으로 지휘하고 통제할 수 있는 권한을 말한다. 

## 개요
일반적으로 각 나라는 평시 때 군대를 총괄적으로 지휘 통제하는 권한을 갖는다.

## 같이 보기
- 전시 작전통제권(Wartime Operational Control, WT-OPCON)
- 대한민국의 전시작전권 전환(WT-OPCON Transfer)
- 대한민국 국군
- 대한민국 국방부